# Tíjola
Tíjola es una localidad y municipio español situado en la parte occidental de la comarca del Valle del Almanzora, en la provincia de Almería, comunidad autónoma de Andalucía. Limita con los municipios almerienses de Lúcar, Armuña de Almanzora, Bayarque y Serón, y con el municipio granadino de Cúllar. Por su término discurre el río Almanzora.

## Toponimia
Se sabe que el nombre de Tíjola procede de la cultura fenicia debido a un estudio realizado por C. Alfaro Asíns. En época romana recibe el nombre de Tágili.
Posteriormente, con la llegada de los árabes, en tiempos de Abderraman I, se conoce como “Tahala” y después con Abderraman III el lugar es nombrado “Tágela” y en tiempo de los nazaríes se llama “Texora”. Finalmente durante el reinado de Isabel de Castilla y Fernando de Aragón el sitio ya es conocido como Tíxola. Será a finales del siglo XVIII y principios del siglo XIX, cuando se le reconozca con el nombre de Tíjola.

## Geografía física
La localidad principal se encuentra enclavada en la falda del Valle Alto del Almanzora, en la cara norte de la sierra de los Filabres.

### Ubicación
El término municipal de Tíjola, ocupa 70 km², está representado en las hoja 995-3 del Mapa Topográfico Nacional. La ciudad se encuentra a una altitud respecto del nivel del mar de 689m. Enclavada en el margen derecho del río Almanzora y al pie de Los Filabres (cara norte) que circula el río Almanzora, salida serrana por la que transcurre desde la antigüedad la ruta que une Granada con Murcía por el Valle del Almanzora.
| Noroeste: Cúllar (Granada) | Norte: Lúcar  | Noreste: Lúcar                          |
| Oeste: Serón               |               | Este: Armuña de Almanzora               |
| Suroeste Serón             | Sur: Bayarque | Sureste: Bayarque y Armuña de Almanzora |

### Hidrografía
El río Almanzora a su paso por Tíjola presenta una clara unidad, ya que se organiza en un tronco único: el río Almanzora, jerarquizando un conjunto de ramblas, arroyos y barrancos que tienen su origen en las montañas que lo encuadran: de entre ellos, los principales del término municipal de Tíjola son las ramblas de Pozo del Lobo, del Muerto, del Pozo de Caja, de El Higueral, de Alcantud, de Canales, de Guanila, de Doña Ana y del Almendro. 
Un dato histórico que merece resaltar por su espectacularidad es la cuantificación del caudal máximo instantáneo de 5.600 metros cúbicos por segundo registrados en la estación de Santa Bárbara, correspondiente a la avenida de octubre de 1973.

### Clima
Tiene un clima típico del sureste peninsular, de tránsito entre la gran aridez del bajo Almanzora y las altiplanicies de la zona de Baza. El clima viene determinado por la latitud, orografía, relativa continentalidad, escasez de vegetación, cercanía al Mediterráneo y negativa acción antrópica. Las temperaturas medias anuales oscilan entre 12 y 16 grados en la cuenca y entre 8 y 12 en la alta montaña. En invierno, la temperatura mínima media supera 2 °C. En agosto, la media alcanza los 19 °C. La mínima absoluta ronda los -7 °C en la parte interior (menos aun en alta montaña) y la máxima absoluta los 40 °C. 
La insolación sobrepasa ligeramente las 3.000 horas de sol al año. Las precipitaciones se sitúan entre los 350 y los 450 mm anuales, presentando una gran variabilidad interanual. En ocasiones, ha llovido hasta la mitad de la precipitación total anual en solo un día, lo que muestra la extrema torrencialidad (de la que tenemos noticias en el siglo XVIII)  y da idea de fenómenos de avenidas e inundaciones.

### Riesgos naturales
El municipio de Tíjola cuenta con un PTEL que cumple con la Ley 5/2010 sobre autonomía local.

## Historia
Tíjola y sus tierras presentan sus primeras huellas humanas allá por el Paleolítico y Neolítico. Se han encontrado restos como los hallados en el yacimiento megalítico de la “Ermita de Cela”. Alrededor del siglo VI después de Cristo los púnicos se asentaron en la “Muela del Ajo”. Según un estudio de C. Alfaro Asins fueron los fenicios los que se establecieron primeramente en nuestro ámbito local. Además, en el término de Tíjola se encuentran restos de tres villas romanas en los yacimientos de la Muela del tío Félix, las Iglesias y Algaida.
Con la llegada de los árabes la población se establece en un viejo asentamiento prehistórico, en lo que hoy se conoce como “Tíjola la Vieja”, junto a la Cerrá, edificando una enorme fortaleza que en palabras de Hurtado de Mendoza es calificada como Tíjola “inexpugnable”.

### Prehistoria
La presencia humana en el término de Tíjola, se remonta a época prehistórica. Señal de ello fue el Ídolo encontrado en "La Muela del Ajo", en el paraje de los Blanquizares, por el párroco de Tíjola D. Miguel Bolea y Sintas- investigador y amante de la arqueología-, y a su vez, coetáneo del arqueólogo Luis Siret.

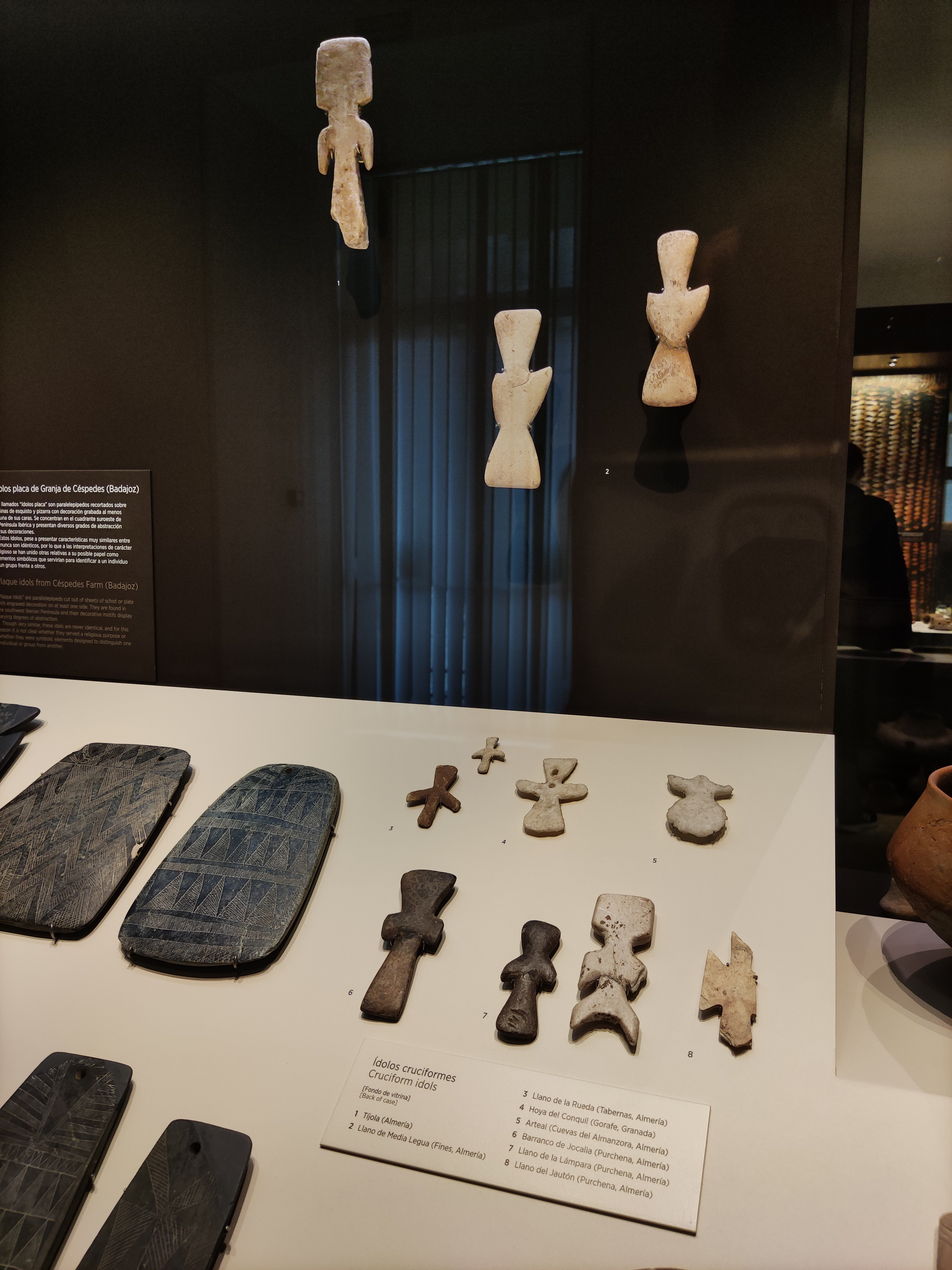
Ídolo cruciforme del dolmen de Tíjola (tipo Almagro IIB) arriba a la izquierda. Neolítico. Museo Arqueológico Nacional.

Las características del Ídolo son: ídolo de esteatita (talco o jaboncillo) con unas dimensiones de 15 X 4,5 cm, y de la época Neolítica, con carácter mágico o religioso, ya que se encontró en el cráneo de un cadáver.
La descripción exacta corresponde al historiador francés Henry Breuil, que en 1934, en su obra "Las pinturas Rupestres Esquemáticas de la Península Ibérica, dice: "dolmen de Tíjola (Almería), estatuilla plana de esteatita de 15 cm de alta, la cabeza rectangular está sostenida por un cuello bastante largo, elevándose sobre los hombros angulosos, de donde caen dos largos brazos paralelos al cuerpo, del busto, poco importante, cae el vestido ensanchándose progresivamente hacia los pies ausentes".
Otros testimonios de esta época (finales del Neolítico) lo constituyen el yacimiento megalítico de la "Ermita de Cela" o el poblado necrópolis localizado cerca de Bayarque.

### Cartagineses y romanos
Los cartagineses, atraídos por las riquezas mineras, en especial los minerales argentíferos de Sierra Almagrera y Herrerías, fundaron Baria (colonia próxima a Villaricos) hacia el siglo VI a. C.). Partiendo de Baria penetraron hacia el oeste siguiendo el valle del río Almanzora, en busca de metales. En la "Muela del Ajo" se asentaron alrededor del siglo VI a. C., allí constituyeron un gran núcleo industrial y comercial, originado en función de la riqueza minera de la zona (cobre de la cueva de la Paloma y mineral de hierro de Serón) y de las posibilidades agrícolas (aluviones fértiles y agua abundante), perdurando hasta un momento anterior a la romanización. 
Más importante es la presencia Romana en Tagili (Tíjola). En los alrededores de Tíjola hay restos de tres villas romanas de época imperial: yacimientos de la "Muela del Tío Félix", "Iglesias" y "Algaida".
En 1976 se encontró una lápida de mármol (92 x 49 cm) que decía así: "Voconia Avita, hija de Quinto Fabio, con su dinero construyó unas termas para su república Tagilitana, celebrándose su inauguración con juegos de circo y un banquete. Para el cuidado y mantenimiento entregó 12.000 denarios a su república Tagilitana".
Dos años después se encontró otra lápida romana en El Prado, dentro del término municipal de Tíjola.

### Época musulmana
En los tiempos de Abderramán I (S. VIII), existe aquí la fortaleza de "Tachola". Y en la época resplandeciente de Abderramán III (S. X), en este lugar hay una ciudad-fortaleza que se llama "Tájela". Después, en los mapas del Reino de Granada, aparece con el nombre de "Texora".
Cuando la conquista de este reino por Isabel I de Castilla y Fernando V de Aragón (1489 al 1492), este sitio ya es conocido como Tixola. Se ha podido comprobar que la villa no pasa a denominarse con el topónimo actual de Tíjola, hasta el año 1830.

### La guerra de las Alpujarras
Debido a la constante cooperación de los moriscos con los piratas berberiscos, aumentó la intransigencia de los cristianos viejos y la intolerancia de las autoridades eclesiásticas residentes en Granada; los moriscos finalmente deciden sublevarse y surge un hecho trascendental en la historia de Andalucía Oriental: la Guerra de las Alpujarras (1568-1570).

### La repoblación
Al término de la misma todos los cristianos nuevos fueron desterrados del Reino de Granada. Por tanto, ante la situación en que quedaron las ciudades, villas y lugares, Felipe II por R. Cédula de 24 de febrero de 1571 decide confiscar las fincas rústicas y urbanas que habían sido propiedad de los moriscos para repartirlas posteriormente. Este hecho quedaría recogido en los Libros de Apeos y Repartimientos.

### El catastro de Ensenada
A mediados del siglo XVIII con motivo de establecer una única contribución para toda España, Fernando VI ordena por R.D. de 10 de octubre de 1749 hacer las averiguaciones catastrales en el Reino de Castilla. Toda la información quedó recogida en lo que se conoce como Catastro de Ensenada, siendo una fuente de información demográfica y económica para el conocimiento de la época.

### ElsigloXIX
Desde mediados del XIX, fundamentalmente, se contemplará como las diversas variables demográficas se dejaran notar a través del aumento del número de matrimonios, bautismos y defunciones. Estas últimas con las fuertes crisis de mortalidad (1855, 1868, 1885...)
Durante el citado siglo Tíjola disfrutará, entre otras cosas, de la consolidación del Mercado Semanal, de la creación del paseo, la construcción de la travesía del Socorro, la llegada de la Guardia Civil, de la organización de la Banda de Música, de la llegada del ferrocarril y de la concesión del título de ciudad a la localidad por la Reina Regente María Cristina.

### ElsigloXX
El siglo XX está marcado por una serie de hechos fundamentales entre los que destacaremos, en principio y en cuanto a sus repercusiones a nivel local, la proclamación de la 2.ª República y la Guerra Civil.
Tras la guerra, Tíjola fue sede de un campo de concentración franquista situado en la iglesia de la localidad y en las calles adyacentes, llegando a albergar oficialmente hasta a mil prisioneros republicanos. Operó hasta, al menos, septiembre de 1939 como centro de detención y represión por parte del bando vencedor.

## Geografía humana

### Organización territorial
El municipio tijoleño comprende los núcleos de población de Tíjola —capital municipal—, Higueral, La Estación, Cela-Estación, La Molina, Dalí, Los Manolones, Los Porteros y Pozo del Lobo.
| Entidad de población | Coordenadas                               | Hab. (2018) | Distancia |
| -------------------- | ----------------------------------------- | ----------- | --------- |
| Tíjola               | 37°20′40″N 2°26′20″O / 37.34444, -2.43889 | 3.043       | 0         |
| Higueral             | 37°23′09″N 2°29′54″O / 37.38583, -2.49833 | 198         | 10        |
| Los Manolones        | 37°22′13″N 2°28′6″O / 37.37028, -2.46833  | 32          | 4         |
| Pozo del Lobo        | 37°27′08″N 2°32′08″O / 37.45222, -2.53556 | 4           | 17        |
| Los Porteros         | 37°20′57″N 2°28′10″O / 37.34917, -2.46944 | 2           | 4         |
| Dalí                 | 37°20′46″N 2°36′47″O / 37.34611, -2.61306 | 36          | 2         |
| Cela-Estación        | 37°21′16″N 2°26′28″O / 37.35444, -2.44111 | 254         | 1         |
| Total                |                                           | 3569        |           |

Fuentes: INE 2018, Google Earth 

### Demografía
Población y tasa de crecimiento demográfico
Cuenta con una población de 3549 habitantes (INE 2024).
| Gráfica de evolución demográfica de Tíjola entre 1842 y 2021                                                          |
| |
| Población de derecho según los censos de población del INE. Población de hecho según los censos de población del INE. |

| Población | 1131 | 2317 | 2492 | 2835 | 3085 | 3576 | 3338 | 3293 | 3649 | 3724 |
| Año       | 1940 | 1950 | 1960 | 1970 | 1981 | 1991 | 1996 | 1998 | 1999 | 2000 |
| Población | 3398 | 4357 | 3853 | 4000 | 3676 | 3618 | 3845 | 3796 | 3796 | 3757 |
| Año       | 2001 | 2002 | 2003 | 2004 | 2005 | 2006 | 2007 | 2008 | 2009 | 2010 |
| Población | 3787 | 3714 | 3798 | 3755 | 3820 | 3877 | 3949 | 3961 | 3985 | 3955 |
| Año       | 2011 | 2012 | 2013 | 2014 | 2015 | 2016 | 2017 | 2018 | 2019 | 2020 |
| Población | 3875 | 3838 | 3840 | 3776 | 3701 | 3676 | 3615 | 3569 | -    | -    |

Estructura de la población
La pirámide de población de Tíjola, muestra un pequeño desequilibrio entre hombres y mujeres a partir de los tramos superiores a 40 años, especialmente en los últimos tramos de edad. La población más concentrada se encuentra en el tramo (30-50) con un 29,61%. Ya hay casi más población de más de 60 años (22,38%) que la de menos de 20 años (22,83%) lo cual indica una tendencia hacia el envejecimiento de la población que será más acusada en los próximos años si no se producen migraciones hacia la ciudad de personas jóvenes o un periodo de alta natalidad. Esta estructura de población es típica en el régimen demográfico moderno de países desarrollados, con una evolución hacia un envejecimiento de la población y una disminución de la natalidad anual.
Actualmente la población de varones es de 1.921 un (49,51%), mientras que las mujeres 1.955 que corresponde al (53,43%)
Evolución
La población entre 1490 y 1492 se cifraba en 150 vecinos con una densidad de 11,10 hab./km², según los datos que aporta A. Galán Sánchez. La villa, antes de la Guerra de Las Alpujarras, tenía 150 vecinos y una población de 675 habitantes 
Tras la expulsión de los moriscos (1570), la repoblación se hizo lenta y con numerosas dificultades, incluso a pesar de las facilidades dadas por la Corona. Muchos de los repobladores tras establecerse y obtener determinadas casas y suertes se marcharon, por lo que en Tíjola, al igual que en el resto de la comarca, la población fue a menos; posteriormente en 1587, según el censo eclesiástico, los vecinos se reducen a 39 y los habitantes a 176.
El 92% de los repobladores establecidos en Tíjola procedían del Reino de Valencia y del Reino de Murcia, mientras que el 8% restante se repartía entre vecinos venidos de Medina Sidonia, de Jerez de la Frontera, de Archidona y el resto, de Castilla.
En 1752 la población la villa tenía 275 vecinos que daban un población de 1196 habitantes; de estos 618 eran hombres y 578 mujeres. El desarrollo de la población tijoleña desde 1572 hasta mediados del siglo XVIII indica la existencia de una importante curva ascendente.

### Comunicaciones

#### Conexiones
Carreteras
Por su término discurre la carretera autonómica A-334 que une las localidades de Huércal-Overa y Baza atravesando transversalmente la comarca almanzorí. Actualmente esta arteria viaria, se está transformando en una autovía (Autovía del Almanzora), en construcción desde el año 2004.
También tiene acceso a la A-92N, a 38,4 km por la A-334 dirección Baza. Y a la A-7 (Autovía del Mediterráneo), a 47,6 km, en dirección a Huércal-Overa.
Distancias
| Capitales | Distancia (km) | Ciudades | Distancia (km) | Ciudades      | Distancia (km) |
| --------- | -------------- | -------- | -------------- | ------------- | -------------- |
| Almería   | 99,3           | Granada  | 138            | Murcia        | 167            |
| Jaén      | 196            | Córdoba  | 337            | Málaga        | 271            |
| Sevilla   | 386            | Madrid   | 541            | Barcelona     | 773            |
| Valencia  | 417 km         | Baza     | 37,9           | Huércal-Overa | 355            |
| Guadix    | 88,7           | Lorca    | 95             | Albacete      | 310            |

Ferrocarril
La localidad de Tíjola dispuso durante años de una estación de ferrocarril situada a 900 metros del centro urbano. La "carretera de la estación" (AP-6100) es la vía que hay que tomar para llegar a la antigua estación de ferrocarril de Tíjola. En 1985 fue cerrado al tráfico el ferrocarril del Almanzora. Existe un estudio de reapertura de la línea férrea Guadix-Almendricos pendiente de ser aprobado por la administración autonómica.
En la actualidad la estación de ferrocarril próxima a Tíjola se encuentra en Guadix (Granada), a 88,7 km del centro urbano de Tíjola.
Autobús
La localidad está conectada por autobús a través de la empresa ALSA.
Transporte aéreo
El aeropuerto de Almería es el más cercano, a 97,5 km en la ciudad de Almería. Aunque a 157 km, se encuentra el aeropuerto de Granada-Jaén con mayor cantidad de vuelos distintos.

### Economía

#### Evolución de la deuda viva municipal
| Gráfica de evolución de Deuda viva del Ayuntamiento de Tíjola entre 2008 y 2019                                |
| |
| Deuda viva del Ayuntamiento de Tíjola en miles de Euros según datos del Ministerio de Hacienda y Ad. Públicas. |

## Símbolos
Los símbolos heráldicos de la ciudad de Tíjola son:
Escudo
El 22 de febrero de 1986, será fecha histórica local, por haberse aprobado por unanimidad del Pleno municipal, el escudo que desde tal día será símbolo representativo de nuestra ciudad.
El especialista que suscribe se complace en sugerir al Ayuntamiento de Tíjola la adopción del escudo heráldico cuyo modelo se adjunta, y cuya descripción es como sigue:

Descripción: Escudo rectangular en proporción de 5x6 redondeado inferiormente por una semicircunferencia, en campo de sinople, un castillo de oro, mazonado de sable y aclarado de gules, acompañado en jefe de dos calderas jaqueladas de oro y sable; en punta ondas de plata y azur, al timbre, corona real cerrada.
Resolución de Abril de 1986. Boletín Informativo y Cultural de Tíjola, nº 14, abril de 1986.

Bandera
El Excmo. Ayuntamiento de Tíjola (Almería), mediante escrito de fecha 26 de octubre de 2004, solicita, de acuerdo con lo establecido en el punto 2 de la Disposición Transitoria Segunda de la Ley 6/2003, de 9 de octubre, de símbolos, tratamientos y registro de las Entidades Locales de Andalucía, la inscripción en el Registro Andaluz de Entidades Locales de su bandera municipal, que ostenta de forma tradicional en virtud de uso o costumbre, tal y como se justifica mediante estudio histórico y certificación de su vigencia.
Emitido en sentido favorable el informe preceptivo a que alude el artículo 13 de la mencionada Ley, se procede a su descripción:

Bandera rectangular en la proporción de 11x18, compuesta de tres franjas paralelas entre sí y perpendiculares al asta, azul la primera, amarillo oro la segunda, y verde la tercera. La primera y la tercera tendrán de ancho cada una 2/7 del ancho total; y la del centro 3/7 de la misma medida. Centrado y sobrepuesto el escudo municipal.
RESOLUCIÓN de 2 de febrero de 2005, de la Dirección General de Administración Local, del municipio de Tíjola (Almería) (Expte. núm. 436/2004/SIM).

Otros símbolos

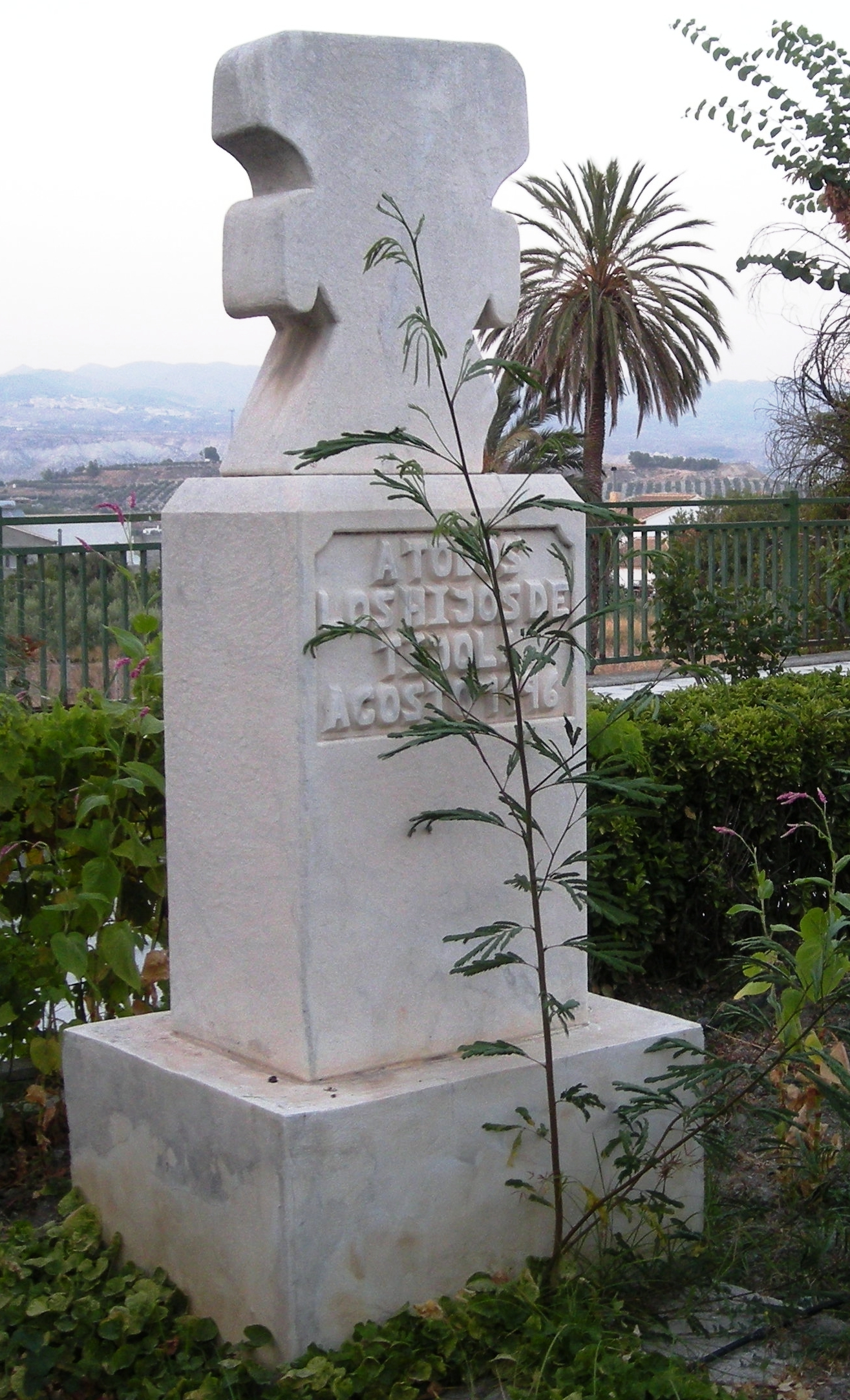
Reproducción del Ídolo de Tíjola

Otro de sus símbolos reconocidos es el ídolo de Tíjola, es un ídolo perteneciente a la cultura megalítica almeriense que por el lugar de su procedencia se le conoce como el ídolo de Tíjola. Es una estatuilla que está catalogada por arqueólogos y prehistoriadores españoles y extranjeros. La curiosa estatuilla, que mide 15 por 4'5 centímetros y está tallada en un material blando y maleable como es la esteatita, constituye un ejemplar único dentro de la serie de ídolos encontrados en las múltiples tumbas excavadas a lo largo del Valle del Almanzora.

## Política
Tíjola, como el resto de ciudades de España, es gobernada por una Corporación Local formada por concejales elegidos democráticamente que a su vez eligen un alcalde.

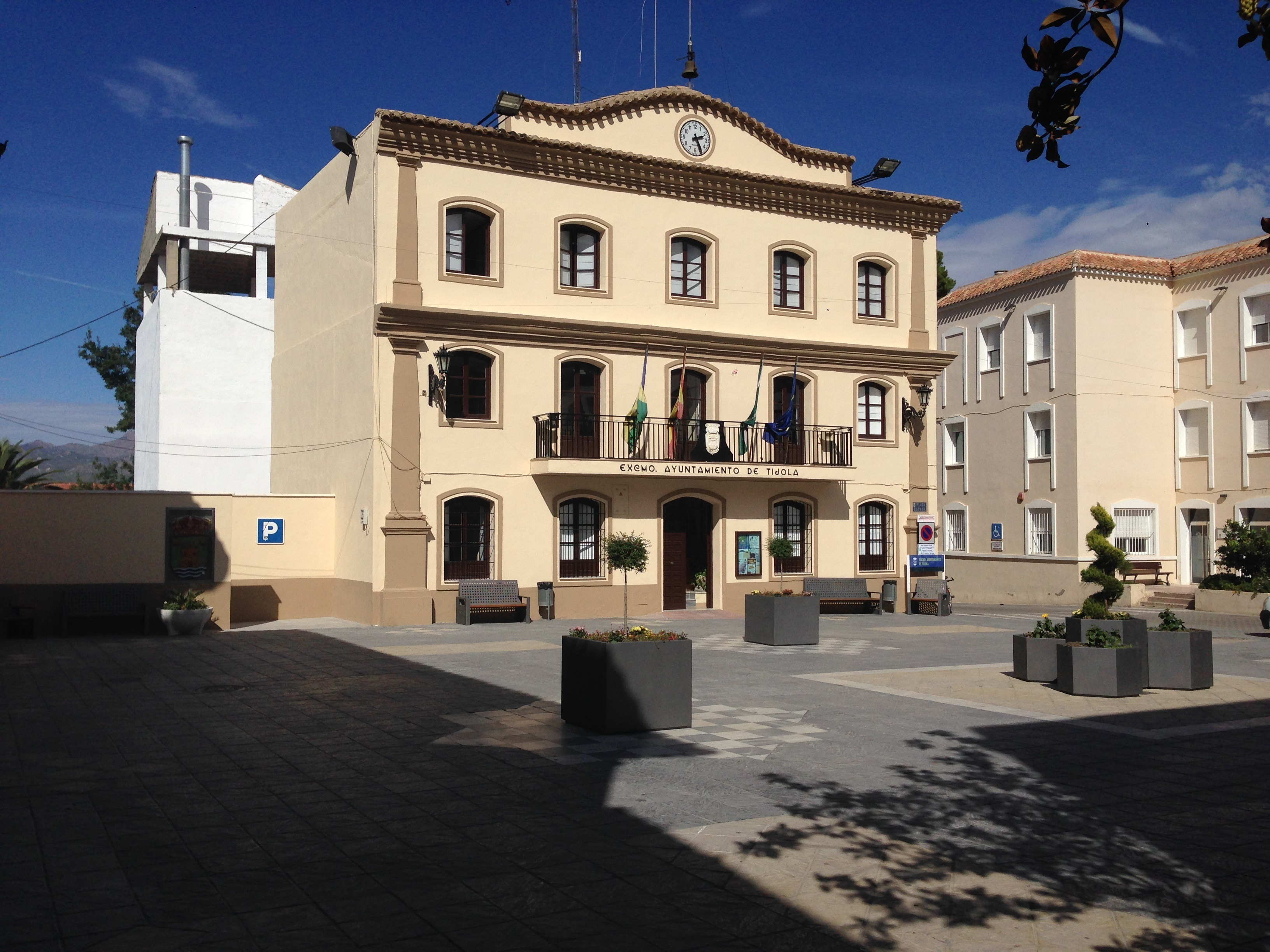
Ayuntamiento de Tíjola

Desde la llegada de la democracia municipal en 1979 la ciudad de Tíjola ha votado a diferentes ideologías políticas: UCD, PP, PSOE. Las dos primeras legislaturas estarían gobernadas por José Juan Martínez hasta el año 1987. Sería 1987 cuando, se produjo un vuelco electoral en favor de Santiago Pozo representante del PP, el cual estaría en el gobierno municipal durante cuatro legislaturas. Ya en el año 2003 Tíjola sería gobernada por el PSOE, elecciones que ganaría José Francisco Carreño y que sería alcalde hasta el año 2011, donde Mario Padilla PP siendo representante del PP consigue ser el candidato más votado tanto en las elecciones 2011 al igual que en 2015, consiguiendo en ambos años mayoría absoluta. En el año 2019, la candidatura de Mario Padilla PP vuelve a ser la más votada pero sin conseguir mayoría absoluta, esto provoca un pacto de gobierno entre PP y Cs, por el cual el candidato de Cs José Juan Martínez sería el nuevo alcalde.
Tras las Elecciones Municipales del 28 de mayo de 2023 el reparto de concejales es el siguiente:
- Partido Popular: 8 concejales
- Partido Socialista Obrero Español: 3 concejales

Actualmente el gobierno local corre a cargo del Partido Popular (PP), siendo alcalde José Martínez Pérez.

### Gobierno municipal
Alcaldía
La administración política de la ciudad se realiza a través de un Ayuntamiento de gestión democrática cuyos componentes se eligen cada cuatro años por sufragio universal. El censo electoral está compuesto por todos los residentes empadronados en Tíjola mayores de 18 años y nacionales de España y de los otros países miembros de la Unión Europea. Según lo dispuesto en la Ley del Régimen Electoral General, que establece el número de concejales elegibles en función de la población del municipio, la corporación municipal de Tíjola está formada por 11 concejales.
| Período     | Alcalde                         | Partido político |
| ----------- | ------------------------------- | ---------------- |
| 1979 - 1983 | José Juan Martínez Jiménez      | UCD              |
| 1983 - 1987 | José Juan Martínez Jiménez      | PIDA             |
| 1987 - 1991 | Santiago Pozo Pérez             | PP               |
| 1991 - 1995 | Santiago Pozo Pérez             | PP               |
| 1995 - 1999 | Santiago Pozo Pérez             | PP               |
| 1999 - 2003 | Santiago Pozo Pérez             | PP               |
| 2003 - 2007 | José Francisco Carreño Berruezo | PSOE             |
| 2007 - 2011 | José Francisco Carreño Berruezo | PSOE             |
| 2011 - 2015 | Mario Padilla Maldonado         | PP               |
| 2015 - 2019 | Mario Padilla Maldonado         | PP               |
| 2019 - 2023 | José Juan Martínez Pérez        | Cs               |
| 2023 - 2027 | José Juan Martínez Pérez        | PP               |

Desde que llegó la democracia municipal en España en el año 1979 la ciudad de Tíjola ha votado a diferentes ideologías políticas. Estos son los resultados de las elecciones desde el año 2003. 
| Partido político                          | 2019  | 2019  | 2019       | 2015  | 2015  | 2015       | 2011  | 2011  | 2011       | 2007  | 2007  | 2007       | 2003  | 2003  | 2003       |
| Partido político                          | Votos | %     | Concejales | Votos | %     | Concejales | Votos | %     | Concejales | Votos | %     | Concejales | Votos | %     | Concejales |
| Partido Popular (PP)                      | 851   | 36.81 | 4          | 1105  | 45.44 | 6          | 1 403 | 54,21 | 7          | 1.207 | 48.03 | 5          | 845   | 33.98 | 4          |
| Partido Socialista Obrero Español (PSOE)  | 737   | 31.88 | 4          | 684   | 28,13 | 3          | 692   | 26,74 | 3          | 1.289 | 51.29 | 6          | 1.448 | 58,22 | 7          |
| Ciudadanos-Partido de la Ciudadanía (C's) | 625   | 27.03 | 3          | 459   | 18,87 | 2          | -     | -     | -          | -     | -     | -          | -     | -     | -          |
| Vox Partido político (VOX)                | 72    | 3.11  | 0          | -     | -     | -          | -     | -     | -          | -     | -     | -          | -     | -     | -          |
| Izquierda por Almería (I.P.A.L)           | 12    | 0.52  | 0          | -     | -     | -          | -     | -     | -          | -     | -     | -          | -     | -     | -          |
| Izquierda Unida (IU)                      | -     | -     | -          | 162   | 6,66  | 0          | 86    | 3,32  | 0          | -     | -     | -          | -     | -     | -          |
| Partido Independiente Tíjola (AIT)        | -     | -     | -          | -     | -     | -          | 261   | 10,09 | 1          | -     | -     | -          | -     | -     | -          |
| Partido Andalucista (PA)                  | -     | -     | -          | -     | -     | -          | 133   | 5,14  | 0          | -     | -     | -          | 183   | 7,36  | 0          |

## Servicios públicos

### Educación
El equipamiento educativo de Tíjola está compuesto por: 
| Centros de Enseñanza en Tíjola (Fuente: Consejería de Educación - Red de Centros Docentes) | Centros de Enseñanza en Tíjola (Fuente: Consejería de Educación - Red de Centros Docentes) | Centros de Enseñanza en Tíjola (Fuente: Consejería de Educación - Red de Centros Docentes) | Centros de Enseñanza en Tíjola (Fuente: Consejería de Educación - Red de Centros Docentes) | Centros de Enseñanza en Tíjola (Fuente: Consejería de Educación - Red de Centros Docentes) | Centros de Enseñanza en Tíjola (Fuente: Consejería de Educación - Red de Centros Docentes) | Centros de Enseñanza en Tíjola (Fuente: Consejería de Educación - Red de Centros Docentes) |
| Código | Denominación                                                                               | Nombre                                                                                     | Dependencia                                                                                | Domicilio                                                                                  | Enseñanzas                                                                                 | Servicios                                                                                  |
| --- | ------------------------------------------------------------------------------------------ | ------------------------------------------------------------------------------------------ | ------------------------------------------------------------------------------------------ | ------------------------------------------------------------------------------------------ | ------------------------------------------------------------------------------------------ | ------------------------------------------------------------------------------------------ |
| 04700351 | Instituto de Enseñanza Secundaria                                                          | IES Alto Almanzora                                                                         | Público                                                                                    | C/ Huertas n.º 8                                                                           | SEC BAC CFGM AEX                                                                           |                                                                                            |
| 04004176 | Colegio de educación infantil y primaria                                                   | CEIP Sagrado Corazón de Jesús                                                              | Público                                                                                    | C/ Carrera Virgen del Socorro n.º 72                                                       | INF PRI EE AEX COM                                                                         |                                                                                            |
| 04009691 | Guardería                                                                                  | EL LOBITO BUENO                                                                            | Público                                                                                    | C/ Francisco de Quevedo s/n                                                                |                                                                                            |                                                                                            |
| ADU= Adultos INF=Educación infantil PRI=Educación primaria EE=Educación especial SEC=Educación secundaria BAC=Bachillerato CFGM=Formación Profesional AEX=Actividades extraescolares AM=Aula matinal COM=Comedor |                                                                                            |                                                                                            |                                                                                            |                                                                                            |                                                                                            |                                                                                            |

- CEIP Sagrado Corazón de Jesús[24]

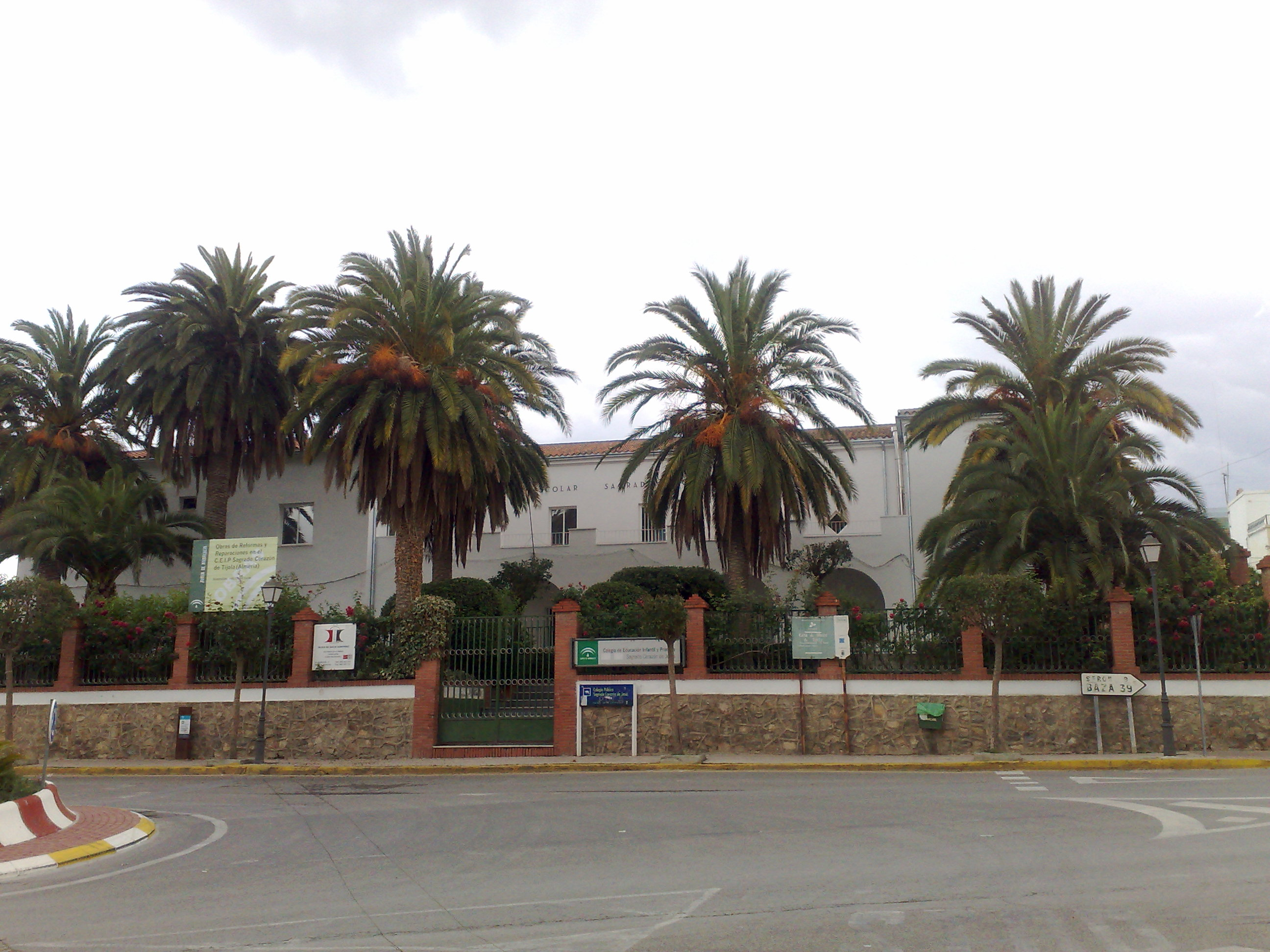
CEIP Sagrado Corazón de Jesús

Se inauguró en el año 1954 y continua en funcionamiento. El colegio se encuentra dividido en dos partes, en la primera se encuentran los alumnos de 3 a 8 años, y en la segunda a la que se le llama el "Colegio de arriba", se encuentran los alumnos de 9 a 10 años (4.º a 6.º de primaria). El colegio de Tíjola, también está formada por la guardería municipal que se encuentra en unos 100m, y que desde 2009 están disfrutando de unas nuevas instalaciones. Desde principios del año 2010 el colegio está sufriendo una reforma en todos sus edificios, desde cambios para adaptarse a las nuevas normativas de la actualidad, hasta unos servicios más confortables para alumnos y maestros. Se están informatizando todas la clases con ordenadores, proyectores y pizarras digitales. Se espera que en un plazo de un año y medio este todo acabado.
- IES Alto Almanzora[25]

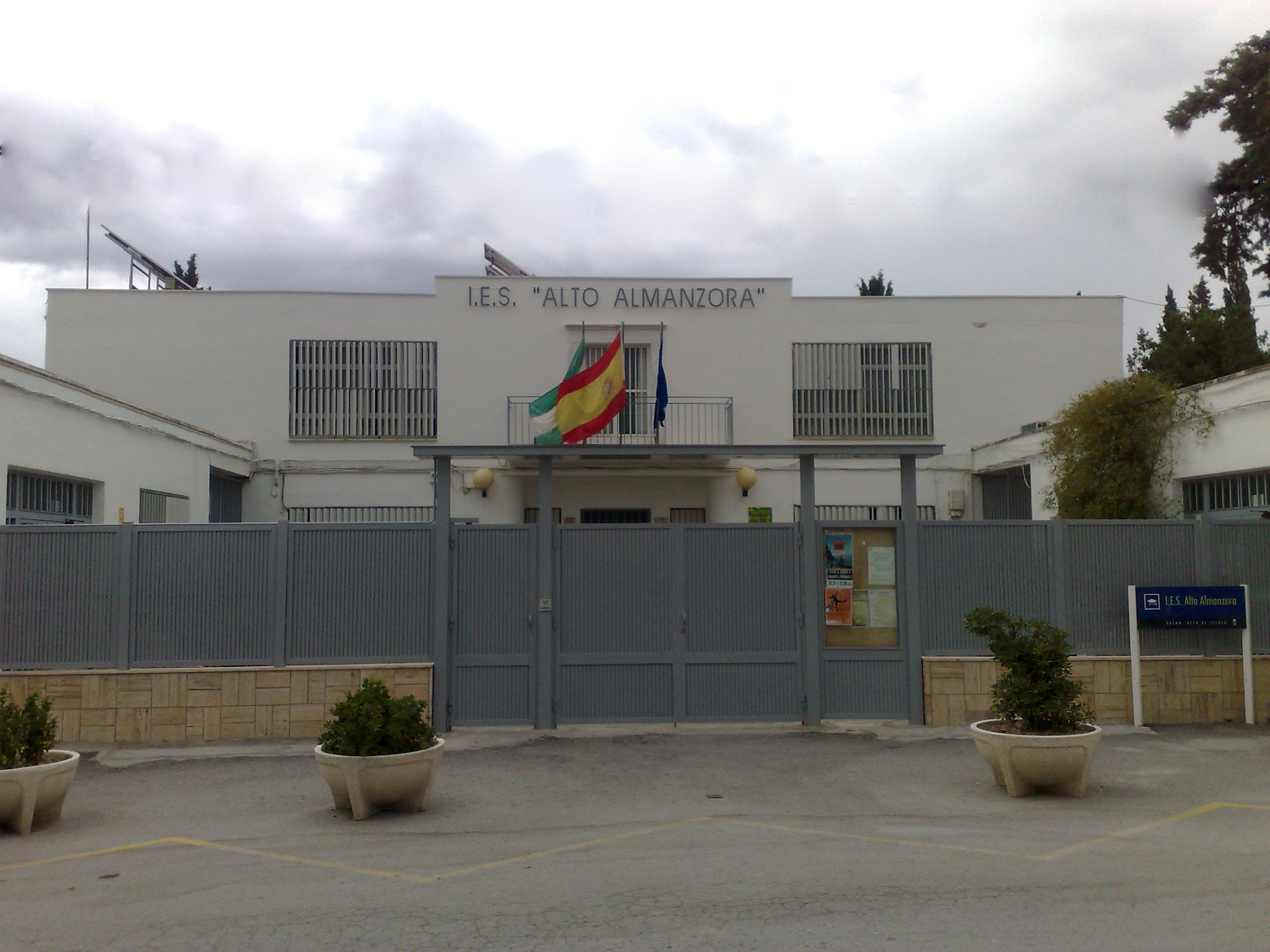
IES Alto Almanzora

Es un centro de educación secundaria pública y de carácter comarcal. Su zona de influencia en Secundaria Obligatoria comprende los municipios de Armuña de Almanzora, Bacares, Bayarque, Lúcar y Tíjola. En cuanto a Secundaria Post-obligatoria (Bachilleratos y C.F.) a los municipios nombrados hay que añadir el de Alcóntar y Serón. Se encuentran ubicadas en un solar de 6400 m² de forma rectangular y se distribuyen en varios edificios. Debe destacarse el importante cambio que para el Centro significó la aprobación de nuestro proyecto TIC en el 2004. ello supuso una gran inversión en cuanto a instalaciones TIC, equipos informáticos, mobiliario, etc. y ha permitido que desde el curso 2004-2005 todas las aulas estén equipadas con un ordenador por cada dos alumnos y conexión a Internet. El Centro cuenta con un profesorado joven y activo, preocupado por la labor docente y por su actualización y perfeccionamiento. La existencia de estos nuevos recursos está suponiendo un importante revulsivo, por un lado para la mejora de los aprendizajes y por otro para lograr una adecuada formación en el uso de las TIC y en el desarrollo de las habilidades para el autoaprendizaje ("aprender a aprender"), competencias imprescindibles en la sociedad actual.

## Cultura

### Patrimonio
Los bienes inmuebles del municipio incluidos por la Consejería de Cultura de la Junta de Andalucía  en el Catálogo General del Patrimonio Histórico Andaluz son los siguientes:
Patrimonio Artístico y Monumental
| Bien                              | Web                                                                                               | Tipo      | RP       | EA        | Fecha      |
| --------------------------------- | ------------------------------------------------------------------------------------------------- | --------- | -------- | --------- | ---------- |
| Castillo de La Cerrá              |                                                                                                   | Monumento | B. I. C. | Declarado | 25-VI-1985 |
| Castillo Tíjola La Vieja          |                                                                                                   | Monumento | B. I. C. | Declarado | 25-VI-1985 |
| Iglesia parroquial de Santa María | (enlace roto disponible en Internet Archive; véase el historial, la primera versión y la última). | Monumento | B. I. C. | Declarado | 20-I-2004  |

### Entidades culturales
Archivos
- Archivo parroquial de Tíjola iglesia de Santa María (Tíjola)
- Archivo municipal de Tíjola (Ayuntamiento de Tíjola)

Bibliotecas
- Biblioteca pública municipal de Tíjola, se inauguró en el año 1991, desarrollando desde entonces una gran labor de fomento de la lectura y de los libros. Actualmente cuenta con 9146 libros. Los usuarios de la biblioteca, disponen gratuitamente, de 3 ordenadores, con conexión a internet, para realizar consultas o realizar trabajos. El horario de atención al público es de 11 a 1 por las mañanas, y de 4 a 7:30 por las tardes. De lunes a viernes.

Salas de cine y teatro
- Centro Cultural Fidela Campiña, en honor a la cantante de ópera tijoleña.

### Patrimonio cultural inmaterial
Festividades
Las fiestas populares de Tíjola son: las fiestas de agosto (realizadas para los paisanos que emigraron en los años 60 y 70 a diferentes puntos de la geografía española, sobre todo a Cataluña), la feria de septiembre (por la patrona: la Virgen del Socorro, que son las fiestas de mayor tradición), San Sebastián (patrón de Tíjola), que se celebra cada 20 de enero con lanzamientos de roscos de pan, paletillas, panes y caramelos. También se celebra el día de San Marcos cada 25 de abril, en el que es costumbre salir al campo durante todo el día. 
Hay una costumbre social muy tradicional en Tíjola que es "hacer la media hora", consistente en ir con los amigos al bar a tomar un aperitivo antes de comer, sobre todo los sábados (día del mercado) y domingos.
Tradiciones
La mayor parte de la población de la ciudad de Tíjola es de tradición Católica.
La Virgen del Socorro 

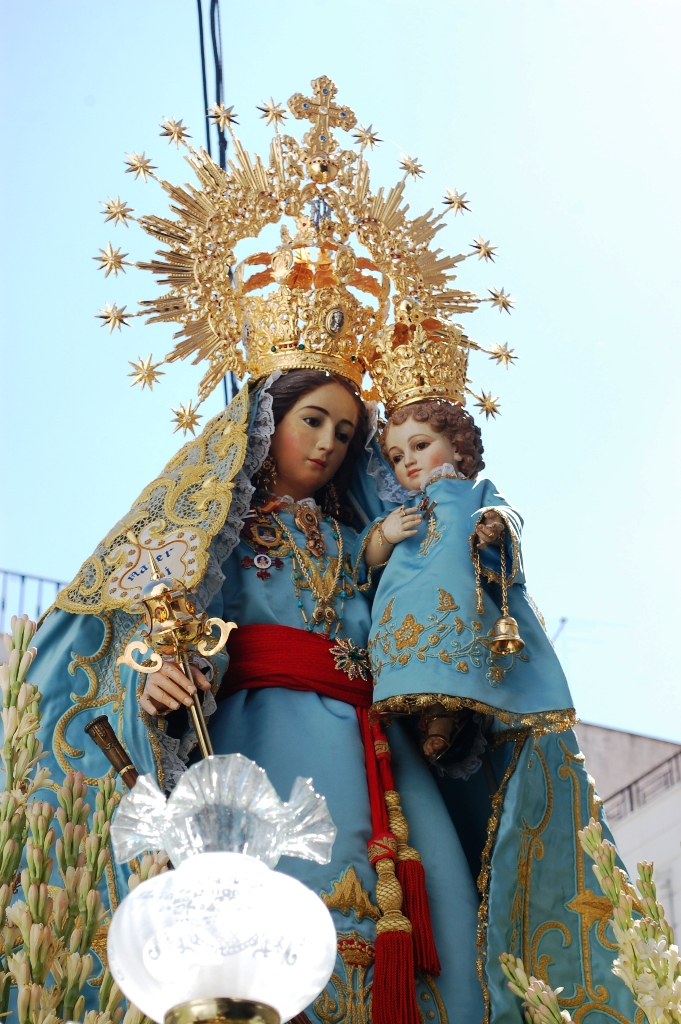
Virgen del Socorro. Patrona de Tíjola

Todos los años por el 15 de septiembre, la Virgen del Socorro, patrona de Tíjola, sale a las calles de la ciudad de Tíjola para hacerse presente a nosotros. No en vano, esta fecha señera en la historia de nuestra ciudad, no es suficiente, las madres y personas adultas, salen expresamente por la mañana o por la noche a visitar a nuestra Señora, para que nos de auxilio, confianza y socorro a lo largo del día. El Santuario de la Virgen del Socorro se convierte en parada obligatoria y lugar de oración y silencio ante la Virgen.
Conviene rescatar de la historia, el modo y manera que hizo que la Virgen del Socorro llegará a ser patrona de la ciudad de Tíjola. El origen indiscutible esta en la ciudad italiana de Nápoles; y la persona que impulso que la Virgen del Socorro llegará a España fue D.Gonzalo Fernádez de Córdoba, que fue virrey de Nápoles y por distintas vicisitudes afirmó que la causa de las estrategias para ganar sus batallas contra los franceses fue debida a la Virgen del Socorro, esto hacia el año de 1488.
Así ganó las batallas de Nápoles, Ceriñola y Garellano a Carlos VIII de Francia con los Tercios de Flandes. Por ello, y a pesar de la oposición de los napolitanos, decidió traer la Virgen desde Nápoles a España.
Así si vamos a Córdoba, ciudad del Gran Capitán, encontraremos, al lado de la plaza de la Corredera la ermita del Perpetuo Socorro que es patrona de la ciudad de Córdoba y que procesiona en Semana Santa.
Otra posible historia es la del Carmelita Antonio Maldonado en 1613 que encontró una caja con tres imágenes de la Virgen en un arca que había traído a Valderas un niño desde Flandes, que no volvería más a por ellas. Abrió el arca y encontró tres imágenes iguales de la Virgen del Socorro que entregó a los conventos Carmelitas de La Alberca, Valdeolivas y Valderas (León). En la actualidad, se celebra esta fiesta y existite como advocación mariana en Argamasilla de Calatrava(Ciudad Real), Miguel Estebán (Toledo), Agramunt(Lérida), Rocíana del Condado(Huelva), Tocón (Granada), y otras muchas ciudades de España, así como en Perú y en Venezuela.
Dicho esto, hay que recordar, que cuando D.Juan de Austria expulsó a los moriscos de esta zona y la repobló con cristianos viejos procedentes de Navarra y Vascongadas deciden tomar un acuerdo el 7 de julio de 1575 y que consta en el folio 486 del Libro de Apeos y Repartimientos de Suertes de Tíjola. En él se entroniza como patrona de la ciudad tras proclamarla Abogada y Socorro de estos términos de Tixola, Aldeire y Baiarque pará que ayudara en el exterminio de una plaga de langostas y edificarle una ermita donde ofrecerle culto por siempre jamás y con el juramento de guardar el 15 de septiembre.
San Sebastián
Es el patrón de Tíjola

### Gastronomía
La gastronomía de Tíjola es muy variada y se basa en la Dieta mediterránea, Patrimonio Cultural Inmaterial de la Humanidad.
Quizá uno de sus platos más típico de Tíjola sea el RIN-RAN.
Otros platos típicos de la cocina de Tíjola son: los maimones, las gachas, la frita, las migas, las torta gachas… Algunos dulces típicos son: suspiros, hornazos, paparajotes… también se puede destacar la variedad de licores como la mistela de membrillo, de café, de miel, de mosto… 

## Deporte
Tíjola cuenta con la EDM (Escuela deportiva municipal) además de una gran tradición referente al deporte como frontón, petanca, bicicleta, equipos de carrera, tenis o pádel.
La EDM cuenta con baloncesto, fútbol, fútbol sala y vóley entre otros, además de la realización de torneos y campus en las diferentes modalidades siendo un referente provincial en el deporte.
Uno de los campus referencia del baloncesto provincial y que se celebra cada verano en la localidad es el campus Isma Torres.

## Localidades hermanadas
Desde el 6 de diciembre de 1990 la ciudad de Tíjola, quedó hermanada con esto dos municipios de Lugo.
| Cervo (España). Burela (España). |

## En las artes y la cultura popular

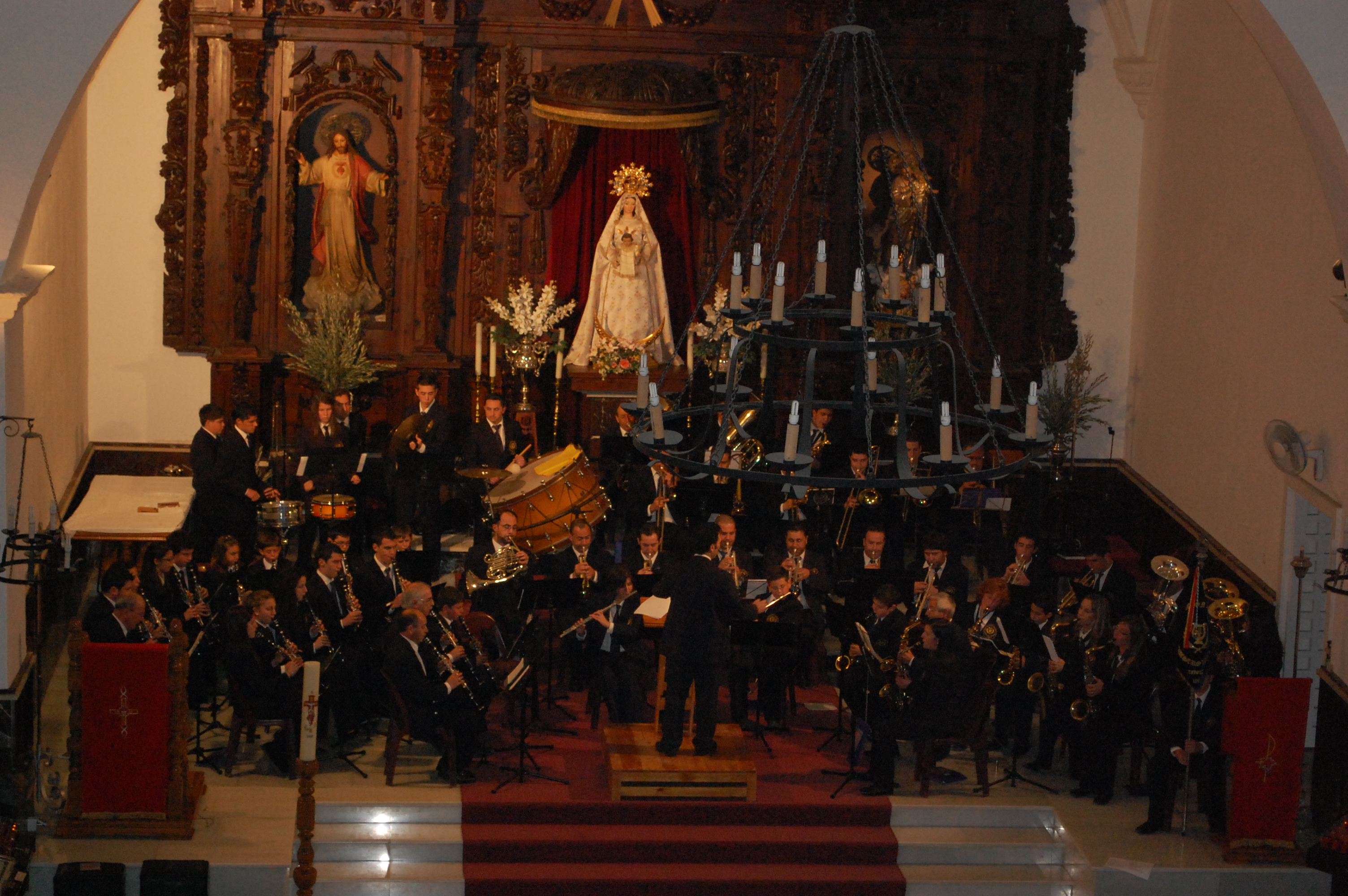
Asociación Musical Maestro Lázaro, durante un concierto en la iglesia Santa María de Tíjola

Tíjola cuenta con una gran tradición musical:
- Asociación Musical Maestro Lázaro[26]

Los primeros documentos escritos que se poseen de la banda de música datan de 1891. Aunque se tienen noticias de la misma bastantes años antes. Uno de los primeros nombres que adoptó la banda fue “Banda de la Sociedad Filarmónica la Lira”, pero en 1997 se toma la denominación de “Asociación Musical Maestro Lázaro” en honor al ilustre tijoleño Lázaro Rodríguez Lozano. En estos momentos la Asociación Musical la componen 57 músicos y una escuela formada por más de 30 alumnos en su mayoría niños, que son formados para ser futuros músicos.
- Diecinueve[27]

Se forma en enero de 2008 para llevar al escenario un proyecto musical que ha ido madurando y definiéndose a lo largo de los últimos años. Fiel a la cultura indie, esta banda persigue un sonido propio que combina ambientes vocales y texturas en ocasiones experimentales, con melodías y ritmos claramente pop.
Los textos, en castellano, describen paisajes interiores y escenarios emotivos de forma sugerente, a menudo dejando abierta la puerta a la libre interpretación personal.